# Dongeradeel
| Gemeentegrenzen Wijkgrenzen Buurtgrenzen Autosnelweg Secundaire weg Spoorweg |  |  | ██ Geselecteerde gemeente ██ Bebouwd gebied ██ Bos of park ██ Binnenwater, rivier of kanaal |

Dongeradeel en omgeving (2009)

Topografische gemeentekaart van Dongeradeel, september 2017

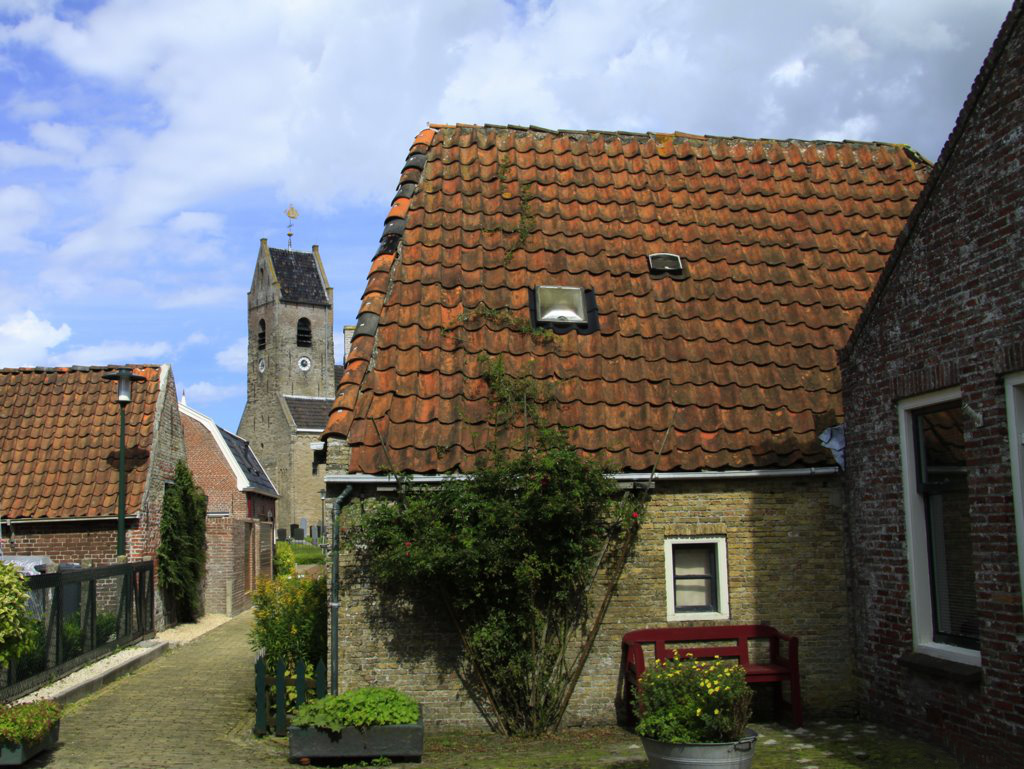
Geen windhaan, maar een tweemast schokker op de kerktoren van de Mariakerk in Wierum.

Dongeradeel (uitspraakⓘ; Fries: Dongeradiel (uitspraakⓘ)) is een voormalige gemeente in de Nederlandse provincie Friesland met een oppervlakte van 266,9 km² en 23.831 inwoners op het einde van 2018. Sinds 1 januari 2019 is de gemeente samen met Ferwerderadeel en Kollumerland en Nieuwkruisland gefuseerd tot Noardeast-Fryslân.
Dongeradeel was gelegen in het noordoosten van de provincie met als hoofdplaats Dokkum, de noordelijkste stad van de Friese elf steden.

## Geschiedenis
De gemeente heeft meerdere rechtsvoorgangers gehad. De eerste was de grietenij Dongeradeel die mogelijk uit het gebied Wininge in Oostergo ontstond op een onbekend moment in de 13e eeuw of later. Vermoedelijk in de tweede helft van de 15e eeuw ontstonden hieruit de grietenijen Oost- en Westdongeradeel, die in 1851 overgingen in gemeenten.
De gemeente Dongeradeel was een fusiegemeente die  bij de gemeentelijke herindeling in 1984 ontstond door het samenvoegen van de gemeenten Dokkum, Westdongeradeel en Oostdongeradeel. In de volksmond werd de gemeente in het meervoud aangeduid als 'de Dongeradelen'. Het wapen van Dongeradeel was een samenvoeging van de wapens van de drie opgeheven gemeenten. De twee stromen stellen de riviertjes Paesens en Zuider Ee voor, die in Dokkum samenkomen.

In 2004 schilderde de Amsterdamse kunstenaar Guido van Driel 27 tegeltableaus voor de gevels van het nieuwe gemeentehuis. Ook maakte hij in opdracht het stripalbum Om Mekaar in Dokkum. Wegens de in het album gebezigde vloeken en schuttingtaal gaven christelijke politici hun exemplaren terug. Ook eisten CDA, ChristenUnie en Algemeen Belang Dongeradeel dat het album niet langer als relatiegeschenk zou worden verstrekt.

### Ambtelijke en bestuurlijke fusie
Sinds 1 januari 2017 vormde de ambtelijke organisaties van Dongeradeel, Dantumadeel, Ferwerderadeel en Kollumerland c.a. samen één gemeenschappelijke regeling in Noordoost-Friesland. Op 23 maart 2016 nam de gemeenteraad het besluit voor een bestuurlijke fusie (herindeling). Nadat Dantumadeel besloot op 29 maart 2016 de bestuurlijke fusie niet aan te gaan, zou worden gewerkt aan een nieuwe gemeente per 1 januari 2019. Deze nieuwe gemeente zou volgens de gemeenteraadsbesluiten van 30 maart 2017 Noardeast-Fryslân gaan heten.
Toen in 2018 burgemeester Marga Waanders per 30 oktober van dat jaar tot burgemeester van de gemeente Waadhoeke werd benoemd werd Magda Berndsen (D66) voor twee maanden tot waarnemend burgemeester van Dongeradeel benoemd. Per 1 januari 2019 hield de gemeente Dongeradeel op te bestaan.

## Kernen
Dongeradeel bevatte de stad Dokkum en 28 dorpen. De Nederlandse namen waren de officiële.

### Stad en dorpen
Aantal inwoners per woonkern op 1 januari 2013:
Bron: CBS
Paesens en Moddergat worden doorgaans als één geheel beschouwd. Oostmahorn verkreeg in 2006 de dorpsstatus, maar kende geen eigen postcode, anders dan Ezumazijl, dat nog als buurtschap wordt gezien ook al werd het ook wel een dorp genoemd.

### Buurtschappen
Naast de officiële kernen bevonden en de al genoemde plaatsen zich in de gemeente de volgende buurtschappen:
| - 't Schoor - Abbewier - Betterwird - Bollingawier - Bornwirdhuizen - Brandeburen - Dijkshorne - Dokkumer Nieuwe Zijlen - Drieboerehuizen - Groot Medhuizen - Hantumerhoek | - Klein Medhuizen - Kletterbuurt - Lutkelaard - Lutkewier - Molenbuurt - Nieuwland - Oudeterp - Reidswal - Sibrandahuis - Steenvak | - Stiem - Teerd - Teijeburen - Tibma - Tilburen - Tiltjeburen - Veldburen - Visbuurt - Vijfhuizen - Wie |

## Loop van de bevolking
De gemeente Dongeradeel had sinds midden jaren tachtig te maken met een gestage terugloop van de bevolking. Rond 2005 was er een groei die werd veroorzaakt door de opening van een asielzoekerscentrum in Dokkum.
- 1975 - 23.490 inw. (Dokkum, Oost- en West-Dongeradeel)
- 1980 - 24.288 inw. (Dokkum, Oost- en West-Dongeradeel)
- 1985 - 24.937 inw.
- 1990 - 24.430 inw.
- 1995 - 24.381 inw.
- 2000 - 24.255 inw.
- 2005 - 25.116 inw.
- 2010 - 24.409 inw.
- 2015 - 23.983 inw.
- 2018 - 23.831 inw. (cijfers 1 dec. 2018)

Bron: CBS Statline

## Gemeentebestuur

### Gemeenteraad
De gemeenteraad van Dongeradeel bestond uit 19 zetels. Hieronder staat de samenstelling van de gemeenteraad sinds 1998:
| CDA                         | 8  | 9  | 7  | 7  | 6  |
| FNP                         | 2  | 2  | 4  | 4  | 5  |
| ChristenUnie                | 2  | 2  | 2  | 2  | 2  |
| Algemeen Belang Dongeradeel | 2  | 3  | 2  | 2  | 2  |
| Dongeradeel Sociaal         | -  | -  | -  | -  | 2  |
| PvdA                        | 4  | 2  | 5  | 2  | 1  |
| VVD                         | 1  | 1  | 1  | 2  | 1  |
| Totaal                      | 19 | 19 | 21 | 19 | 19 |

## Openbaar vervoer
Bij Holwerd is een veerdam van waaruit de veerboten naar het eiland Ameland vertrekken. Vanuit Leeuwarden rijden 2 buslijnen in aansluiting op de veerboot: lijn 66 en 166.
Dokkum wordt door diverse buslijnen met Leeuwarden verbonden. De belangrijkste zijn sneldienst 355, Leeuwarden-Dokkum en lijn 51, Leeuwarden-Damwoude-Dokkum.
Andere buslijnen in de gemeente waren:
- lijn 52: Van Dokkum naar Wetsens, Niawier, Oosternijkerk, Morra, Lioessens, Anjum, Oostmahorn, Paesens, Moddergat, Wierum en dan via Oosternijkerk en Niawier terug naar Dokkum
- lijn (1)54: Leeuwarden-Stiens-Holwerd-Ternaard-Hantum-Dokkum
- lijn 55: Dokkum-Damwoude-Veenwouden-Bergum-Suawoude-Drachten
- lijn 60: Leeuwarden-Stiens-Holwerd-Brantgum-Foudgum-Dokkum
- lijn 63: Dokkum-Wetsens-Metslawier-Ee-Engwierum-Kollum-Buitenpost
- lijn 55: Drachten-Bergum-Veenwouden-Damwoude-Dokkum
- lijn 155: Leeuwarden-Veenwouden-Dokkum-Anjum-Lauwersoog (voor veerdienst naar het eiland Schiermonnikoog)
- lijn 163: Groningen-Lauwersoog-Dokkum-Holwerd

## Aardgasveld aangeboord
In januari 2012 heeft de Nederlandse Aardolie Maatschappij (NAM) bekendgemaakt een nieuw gasveld aangeboord te hebben bij Tibsterwei in Tibma, onderdeel van de gemeente Dongeradeel. Naar schatting zit er ruim 4 miljard m3 aardgas in het reservoir, waarmee dit de grootste vondst is op het land voor de NAM sinds 1995. De put, met een diepte van ongeveer 3900 meter, werd geboord tussen augustus en oktober 2011. De aanvang van gasproductie staat gepland voor de zomer van 2012. NAM verwacht de komende 15 jaar gas te winnen uit dit nieuwe gasveld.

## Aangrenzende gemeenten
| Aangrenzende gemeenten | Aangrenzende gemeenten | Aangrenzende gemeenten | Aangrenzende gemeenten | Aangrenzende gemeenten         |
| ---------------------- | ---------------------- | ---------------------- | ---------------------- | ------------------------------ |
| Ameland (over zee)     |                        |                        |                        | Schiermonnikoog (over zee)     |
|                        |                        |                        |                        |                                |
| Ferwerderadeel         | De Marne (GR)          |                        |                        |                                |
|                        |                        |                        |                        |                                |
|                        |                        | Dantumadeel            |                        | Kollumerland en Nieuwkruisland |